# Stojan Stojanow (ur. 1950)
Stojan Stojanow (bg. Стоян Стоянов; ur. 6 października 1950) – bułgarski zapaśnik walczący w stylu wolnym. Zajął czwarte miejsce na mistrzostwach świata w 1978 i szóste w 1977. Złoty medalista mistrzostw Europy w 1977 i 1978; czwarty w 1979 roku. 